# Anton Martin Schweigaard
Anton Martin Schweigaard (né le 11 avril 1808, mort 1er février 1870) est un juriste et un homme politique norvégien. Il siège au parlement de 1842 à 1869, et est considéré comme l'un des hommes les plus influents dans le milieu des années 1800. 
Schweigaard est professeur de droit et d'économie. Partisan du libéralisme économique, il travaille pour que l'économie norvégienne se tourne vers le capitalisme. Il est élu au Parlement norvégien, en 1842, et ce jusqu'en 1869. Quand bien même Schweigaard n'a jamais été premier ministre ou  ministre, il devient avec le temps un personnage clef de la politique et un homme d'une grande influence, pour finalement jouer un rôle crucial dans la conception moderne de la Norvège au milieu des années 1800,.

## Jeunesse et formation

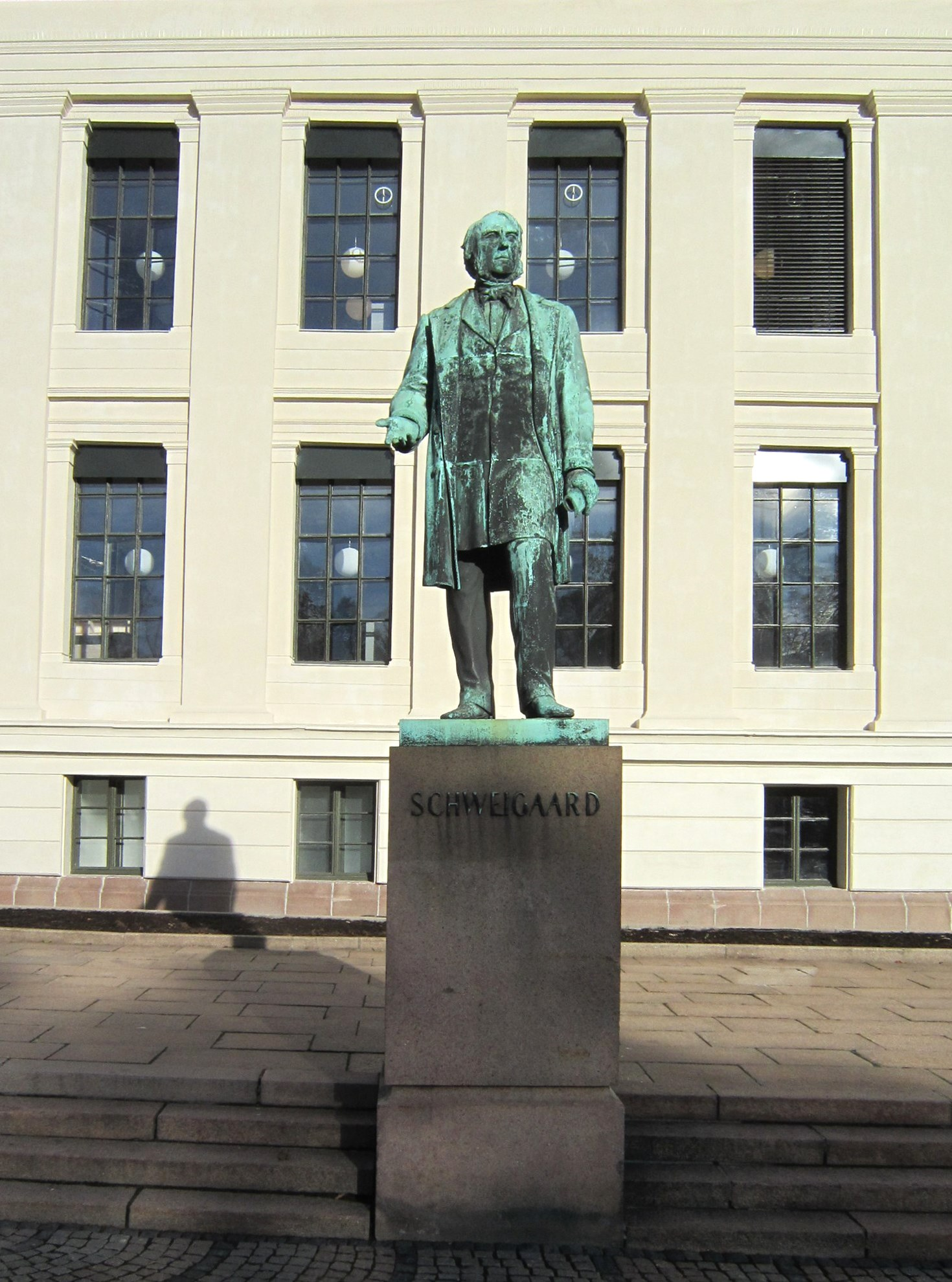
Statue d'A. M. Schweigaard par Julius Middelthuns à Oslo.

Schweigaard est né à Kragerø. Ses parents sont décédés en 1818, alors qu'il n'a que 10 ans. Il est pris en charge par de la famille. Isolé de ses frères et sœurs et retiré de l'école pour travailler dans une boutique. Puis Anton Martin est envoyé travailler à bord du brick "Den gode hensikt" avant de retourner au pays, après que la famille ait décidé qu'il devait être éduqué pour devenir commerçant et, dans ce but, l'envoie à un prêtre de Westerholt afin qu'il apprenne l'allemand, à l'époque langue du commerce. 
Le prêtre enseigne au jeune Schweigaard le latin et le français en plus de l'allemand, et est très impressionné par ses capacités. Le prêtre demande à ce qu'il soit envoyé à l'école latine de Skien, où il excellz. Il y fait la connaissance de Peter Andreas Munch.
En 1832, Schweigaard obtient son diplôme de droit. Il reçoit une bourse pour étudier à l'étranger, en Allemagne et en France, pendant deux ans.

## Carrière
Quand il revient en Norvège, il obtient un poste en tant que chargé de cours à l'Université de Christiania. Puis il devient professeur d'économie et de théorie du droit dans les années 1830-1840.
Pour l'économie, il est un partisan extrêmement influent du libéralisme économique, mais s'oppose à l'idéologie économique du laissez-faire. Il plaide pour que l'État ait un rôle important à jouer dans la vie économique. Il est largement reconnu pour avoir contribué à ce que la Norvège se tourne vers une économie capitaliste.
De 1842 à 1869, il est membre du Parlement norvégien. Sa forte croyance dans les capacités économiques du pays fait de lui le principal porte-parole du Parlement pour la construction des chemins de fer et le développement des services postaux et télégraphiques. En 1865, il est élu membre de l'Académie royale des sciences de Suède.

## Vie personnelle
Il se marie en 1835 à Caroline Magnine Homann (1814-1870). Leur fils, Christian Homann Schweigaard, devient Premier ministre de Norvège en 1884. Schweigaard et son épouse meurent en 1870. Les deux sont enterrés au Cimetière de Notre-Sauveur (Oslo).

## Hommages
Schweigaard a une statue sur la place de l'université dans le centre de Oslo, et a donné son nom à une rue d'Oslo, Bergen et Skien. Il y a aussi un parc à son nom Schweigaardsparken à Kragerø.

## Travaux
- Den norske Handelsret (1841) Lire en ligne
- Commentar over den norske Criminallov, avec Julius August S. Schmidt, deux volumes, Johan Dahl's Forlag (1860)
- Den norske Proces (1862) Google Books